# 清潭站 (韩国)
清潭站（：／ Cheongdam yeok */?）是首爾地鐵7號線沿線的一座地下車站，位於韓國首爾特別市江南區清潭洞，韓語副站名為「第一骨科醫院」（제일정형외과병원）。

## 車站構造
車站大廳與站務室位於地下1樓，月台層則位於地下2樓。
站體為2面3線雙島式月台的地下車站，候車月台設有月台幕門，並有14處出口。

### 月台配置
| 紫陽 ↑      |
| 下 \| 上 \| |
| ↓ 江南區廳  |

| 月台 | 路線           | 目的地                             |
| ---- | -------------- | ---------------------------------- |
| 上行 | ●首爾地鐵7號線 | 建國大學、君子、長岩方向           |
| 中線 | ●首爾地鐵7號線 | 此站起終着                         |
| 下行 | ●首爾地鐵7號線 | 高速巴士客運站、富平區廳、石南方向 |

## 歷史
- 2000年8月1日：落成啟用。

## 車站周邊
- 江南區廳
- 江南區衛生所
- 江南區青少年會館
- 江南稅務署
- 奉恩中學
- 首爾精愛學校
- Cube娛樂
- Fantagio娛樂
- Nega Network
- 永東大橋
- 清潭大橋
- 清潭洞派出所
- 清潭公園
- COEX商場
- 三成洞I Park大廈
- 奉恩寺
- 奉恩寺站
- 三成中央站

## 圖片

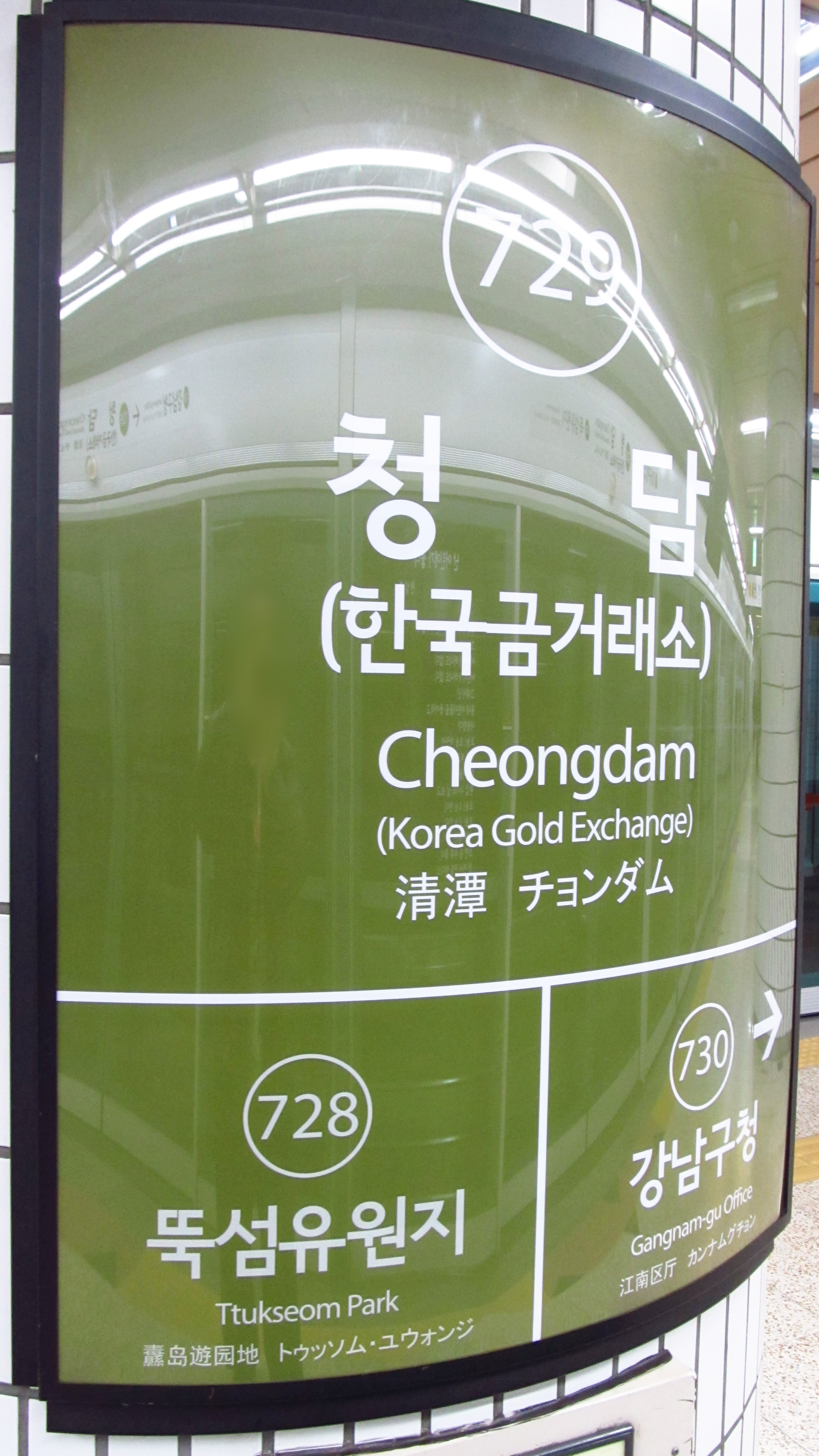
站名牌
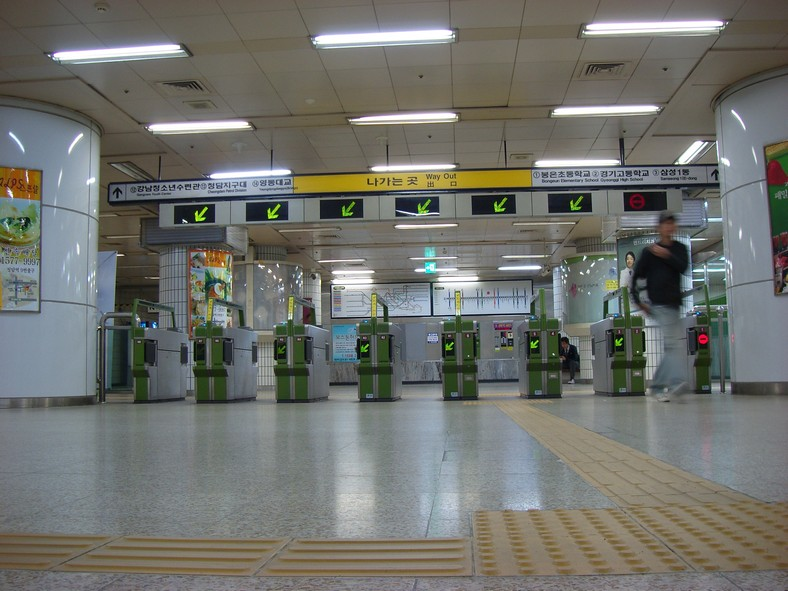
剪票閘口
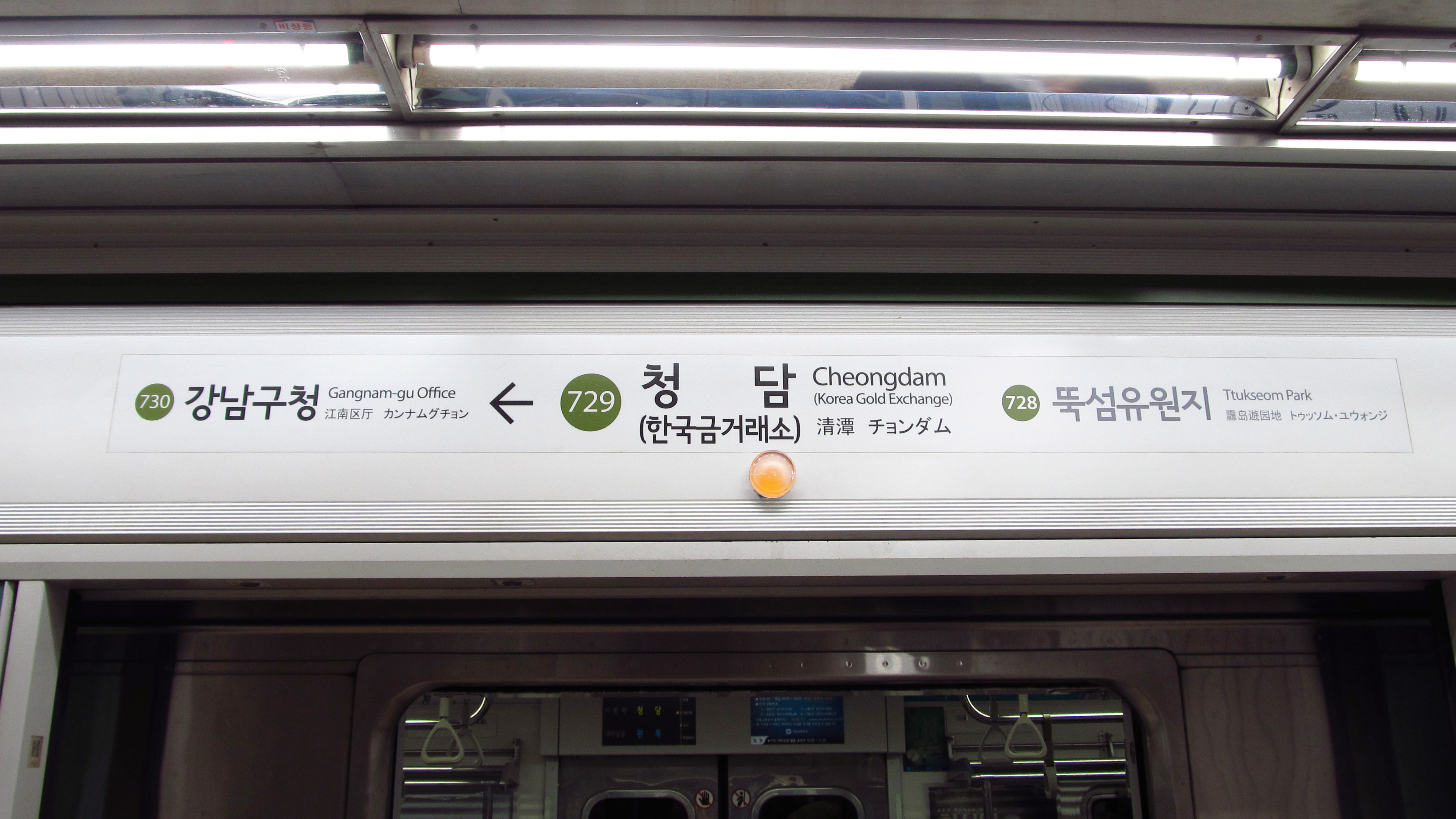
月台門資訊板
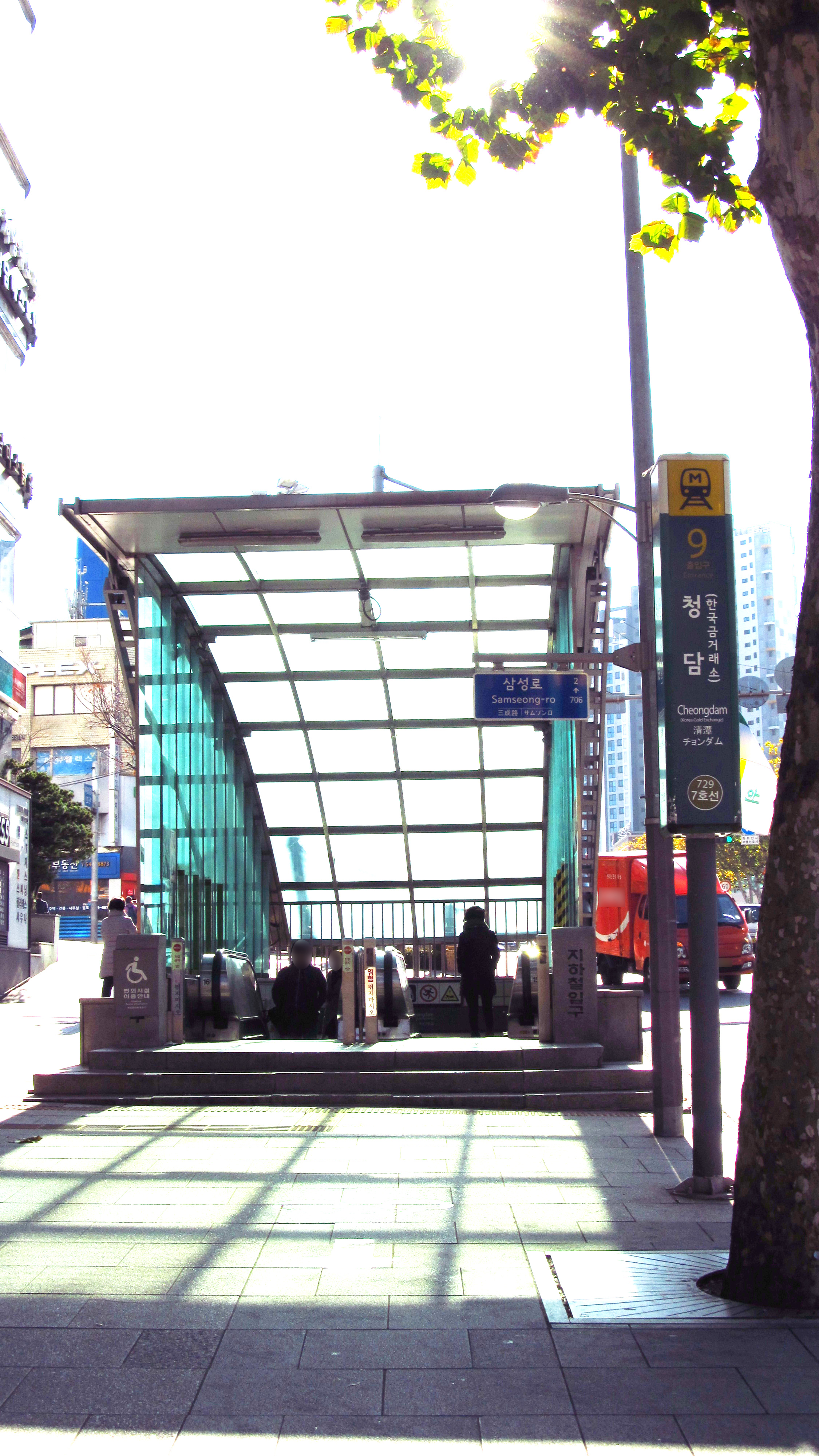
9號出口
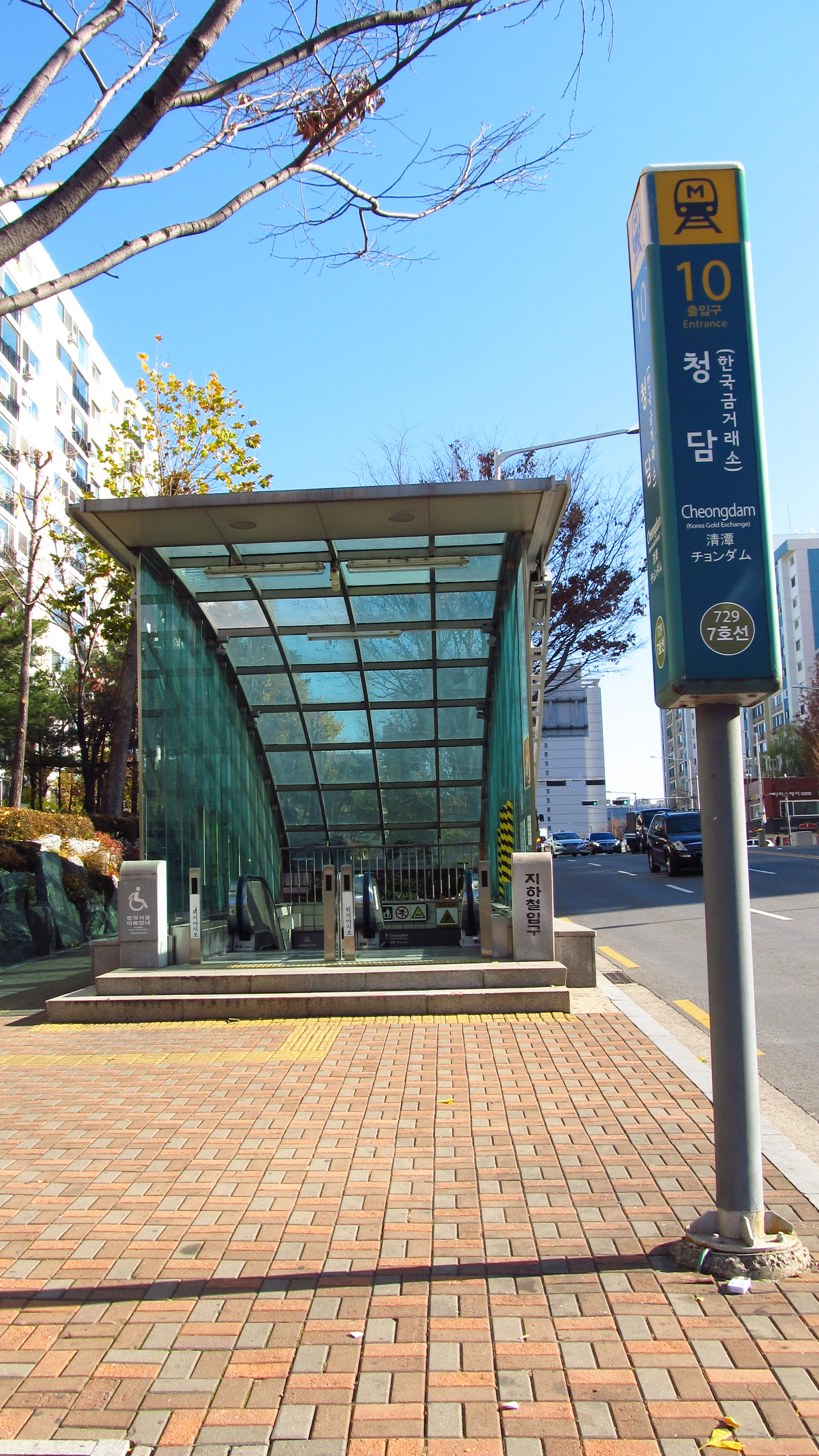
10號出口
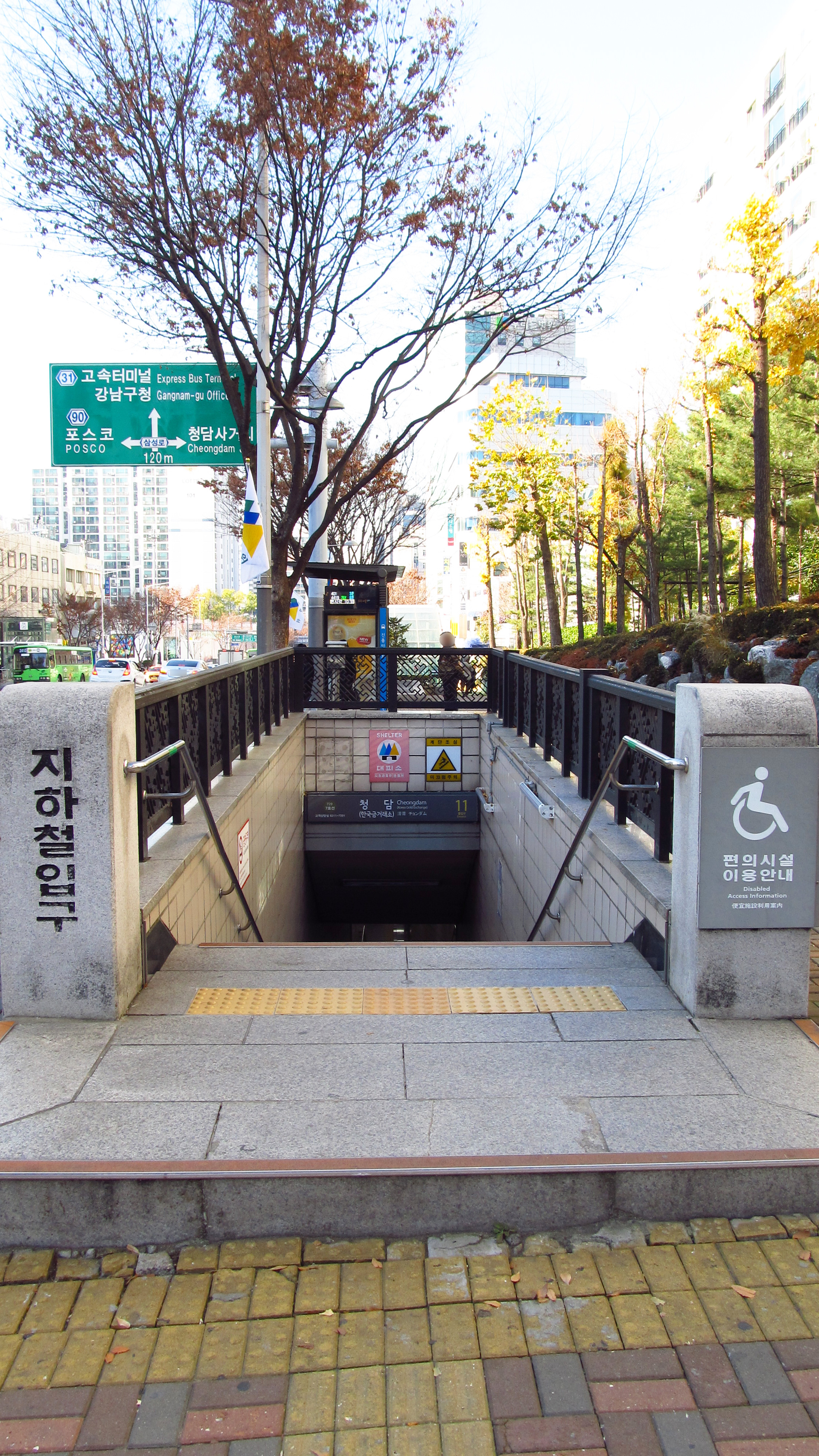
11號出口

## 相鄰車站
首爾交通公社
●首爾地鐵7號線
紫陽（728）－清潭（729）－江南區廳（730）